# 카우엥가 조약

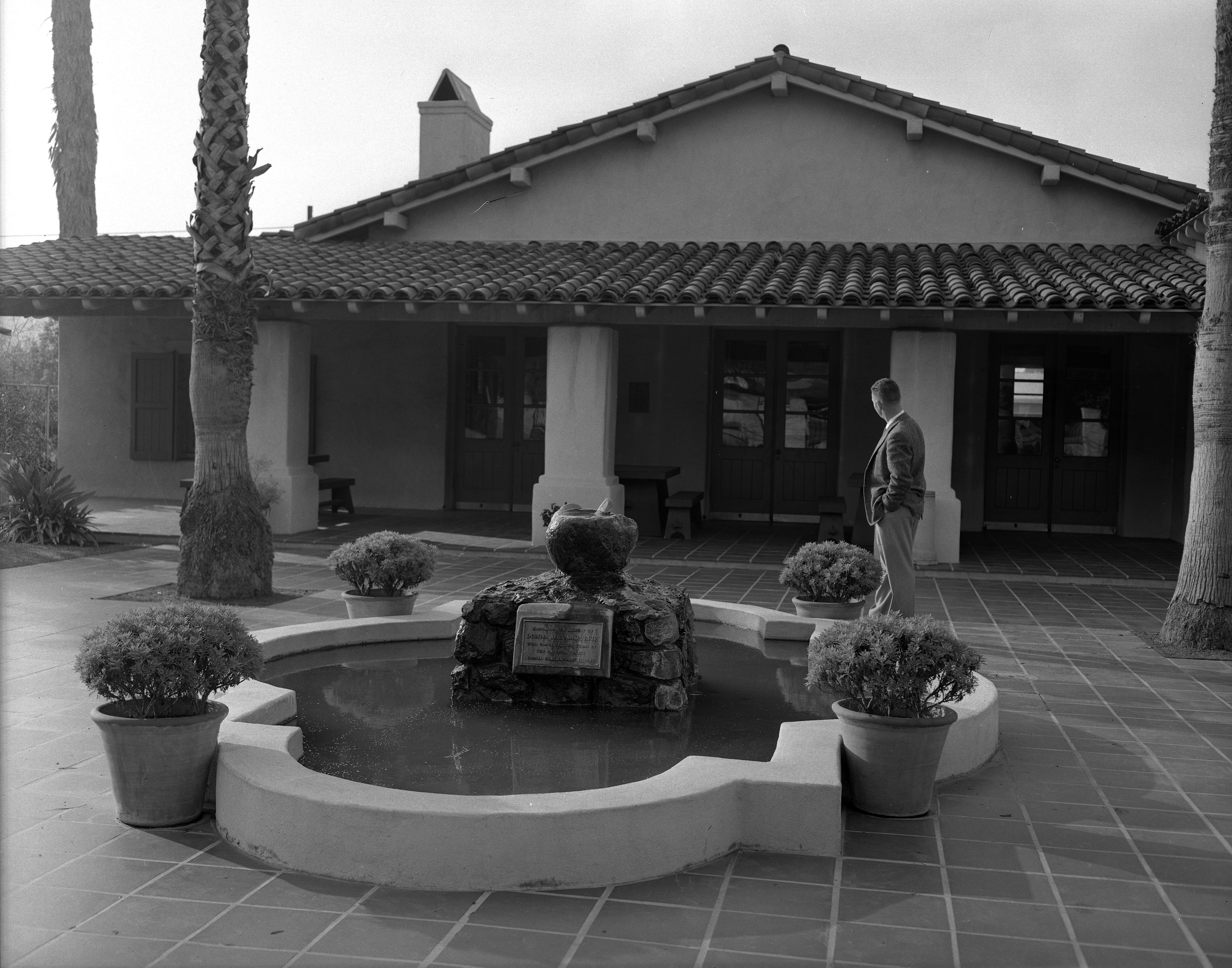
캄포 데 카우엥가, 1847년 1월 13일 카우엥가 조약을 서명한 곳

카우엥가 조약(Treaty of Cahuenga)은 1847년 1월 13일에 캘리포니아에서 멕시코-미국 전쟁을 끝낸 조약이다. 협약은 토마스 펠리즈가 지은 방 6개 딸린 어도비 벽돌집의 식탁에서 존 C. 프리몬트 중령과 앙드레 피코 장군에 의해 체결되었다. 이듬 해 1848년 과달루페 이달고 조약은 형식적으로는 미국으로의 캘리포니아의 양도와 멕시코와의 교전 상태의 종료, 분쟁의 대상이 되었던 텍사스의 경계를 고쳤다.
이 조약은 호세 안토니오 카릴로에 의해 영어와 스페인어 초안이 작성되었으며, 미국의 존 C. 프리몬트와 멕시코의 주지사 앙드레 피코가 1847년 1월 13일 지금의 캘리포니아주 로스앤젤레스 노스할리우드가 된 캄포 데 카우엥가에서 승인을 하였다.

## 협정으로 이끈 사건들
1846년 12월 27일 프리몬트와 캘리포니아 대대가 남쪽에서 로스엔젤레스로 행군하는 도중 버려진 산타바바라에 도착을 하고 미국 국기를 게양했다.

## 같이 보기
- 벨라스코 조약